# Duch Wielkiej Ławicy
Duch Wielkiej Ławicy (tyt. oryg. The Ghost from the Grand Banks) – powieść science fiction z 1990 roku autorstwa Arthura C. Clarke'a. 
Opowieść dotyczy dwóch grup, które starają się wynieść z dna Oceanu Atlantyckiego na powierzchnię jedną z połówek wraku Titanica. Akcja toczy się w 2012 roku, w czasie setnej rocznicy zatonięcia statku. 